# 高橋泰邦
高橋 泰邦（たかはし やすくに、1925年5月31日 - 2015年2月12日）は、日本の翻訳家、小説家。
日本推理作家協会会員。日本トール・シップ・クラブ会長。バベル・ユニヴァーシティー講師。

## 概要
東京市（現在の文京区）生まれ。1947年に、早稲田大学理工学部機械学科を中退。
1951年にNHKの芸術祭参加懸賞放送劇佳作入選。1955年に講談社百万円懸賞小説佳作入選。以後、作家、翻訳家として活動。
翻訳、創作とも、ミステリ・海洋小説を主な対象とした。また、若手推理作家の親睦団体「他殺クラブ」に参加。
作家としては、1970年に短編「偽りの晴れ間」が、1971年に長編『軍艦泥棒』が日本推理作家協会賞の候補となった。
1972年より日本翻訳専門学院講師をつとめる。
SF、ノンフィクションも含む翻訳書は多数あるが、「ホーンブロワーシリーズ」「ボライソーシリーズ」「オーブリー&マチュリンシリーズ」等の「帆船時代を舞台とした海洋冒険小説」の翻訳者として、最もよく知られている。
2003年、米イオンド大学名誉博士(海洋文学)。
2015年2月12日、虚血性心不全のため死去。89歳没。

## 著書
- 『大暗礁』（光風社） 1961
- 『衝突針路』（早川書房、日本ミステリ・シリーズ2） 1961、のち光文社文庫
- 『紀淡海峡の謎』（荒地出版社） 1962
- 『賭けられた船』（講談社） 1963、のち光文社文庫
- 『黒潮の偽証』（東都書房） 1963、のち光文社文庫
- 『海の弔鐘』（文藝春秋新社） 1965、のち光文社文庫
- 『海底基地SOS』（毎日新聞社） 1970、のちソノラマ文庫
- 『偽りの晴れ間』（講談社） 1970、のち徳間文庫
- 『軍艦泥棒』（月刊ペン社） 1971、のちソノラマ文庫
- 『サドン・デス』（祥伝社） 1973、のち徳間文庫
- 『日本語をみがく翻訳術 翻訳上達の48章』（日本翻訳家養成センター） 1982
- 『南溟の砲煙』（光人社） 1983、のち光人社NF文庫
- 『南溟に吼える』（光人社） 1986
- 『永遠の帆船ロマン ホーンブロワーと共に』（雄文社） 1990
- 『群狼の海』（光人社） 2000

## 翻訳
- 『21世紀潜水艦』（フランク・ハーバート、早川書房） 1958
- 『大真空』（チャールズ・E・メイン、早川書房） 1959
- 『恐ろしい玩具』（E・S・ガードナー、早川書房） 1959、のち早川文庫
- 『海底牧場』（アーサー・C・クラーク、早川書房） 1960、のち早川書房世界SF全集、のち早川文庫
- 『毒入りチョコレート事件』（アンソニー・バークリー、東都書房） 1962、のち創元推理文庫
- 『宇宙行かば』（マレイ・ラインスター、早川書房） 1963
- 『うまい犯罪、しゃれた殺人』（ヘンリー・スレッサー、早川書房） 1964、のち早川文庫
- 『ママに捧げる犯罪』（ヘンリイ・スレッサー、早川書房） 1964、のち早川文庫
- 『壜づめの女房』（マイクル・フェッシャー、早川書房、異色作家短篇集）　1965
- 『クレムリンの密書』（ノエル・ベーン、早川書房） 1966、のち早川文庫
- 『おしゃれ泥棒』（マイクル・シンクレア、早川書房） 1966
- 『原子力潜水艦ドルフィン』（アリステア・マクリーン、講談社） 1966
- 『ローズマリーの赤ちゃん』（アイラ・レヴィン、早川書房） 1967、のち早川文庫
- 『カスター将軍の最期』（ディヴィッド・H・ミラー、早川書房） 1967
- 『空軍武官ウェンネルストローム 暗号名“鷲"』（トマス・ホワイトサイド、早川書房） 1967
- 『鍵』（ヤン・デ・ハルトグ、講談社） 1967
- 『ミクロ潜航作戦』（アイザック・アシモフ、早川書房） 1967
のち改題『ミクロの決死圏』（早川文庫）
- 『大統領専用機行方を断つ』（ロバート・J・サーリング、早川書房） 1968、のち早川文庫
- 『メリー・ディア号の遭難』（ハモンド・イネス、講談社） 1968、のち早川文庫
- 『シービュー号と海底都市』（ポール・W・フェアマン、東京創元新社） 1968
- 『スハイリ号の孤独な冒険』（R・ノックス・ジョンストン、草思社） 1970
- 『幽霊船』（ロビン・モーム、月刊ペン社） 1970
- 『地の果てから来た怪物』（マレイ・ラインスター、創元推理文庫） 1970
- 『金曜日ラビは寝坊した』（ハリイ・ケメルマン、早川書房） 1972、のち早川文庫
- 『恐怖の第22次航海』（L・ウェア、学習研究社） 1972
- 『北極基地潜航作戦』（アリステア・マクリーン、早川書房） 1973、のち早川文庫
- 『原潜919浮上せず』（ディヴィッド・ラヴァリイ、早川書房） 1975、のち早川文庫
- 『イルカの島』（アーサー・C・クラーク、角川文庫） 1976
- 『スプレー号世界周航記』（ジョシュア・スローカム、草思社） 1977.7、のち中公文庫
- 『スコット』（ピーター・ブレント、草思社） 1979.3
- 『砲艦ワグテイル』（ダグラス・リーマン、パシフィカ） 1979.4、のち西武タイム、のち創元推理文庫
- 『黒い海の怒り』（バージル・ジャクソン、朝日新聞社） 1980.8

### エド・マクベイン作品
- 『ハートの刺青』（エド・マクベイン、早川書房） 1960、のち早川文庫
- 『電話魔』（エド・マクベイン、早川書房） 1962、のち早川文庫
- 『斧』（エド・マクベイン、早川書房） 1964、のち早川文庫
- 『灰色のためらい』（エド・マクベイン、早川書房） 1965、のち早川文庫

### 「TERRAの工作員」シリーズ
- 『空飛ぶ円盤 TERRAの工作員1』（ラリー・マドック、東京創元社） 1971
- 『黄金の女神 TERRAの工作員2』（ラリー・マドック、東京創元社） 1971
- 『エメラルドの象 TERRAの工作員3』（ラリー・マドック、創元推理文庫） 1972
- 『タイム・トラップ TERRAの工作員4』（ラリー・マドック、創元推理文庫） 1976

### セシル・スコット・フォレスター作品
- 『海軍士官候補生』（セシル・スコット・フォレスター、筑摩書房） 1969、のち早川文庫、のち世界ロマン文庫
- 『スペイン要塞を撃滅せよ』（セシル・スコット・フォレスター、早川文庫） 1973
- 『トルコ沖の砲煙』（セシル・スコット・フォレスター、早川文庫） 1974
- 『パナマの死闘』（セシル・スコット・フォレスター、早川文庫） 1974
- 『勇者の帰還』（セシル・スコット・フォレスター、早川文庫） 1975
- 『決戦! バルト海』（セシル・スコット・フォレスター、早川文庫） 1976
- 『セーヌ湾の反乱』（セシル・スコット・フォレスター、早川文庫） 1977.4
- 『海軍提督ホーンブロワー』（セシル・スコット・フォレスター、早川文庫） 1978.5
- 『ホーンブロワーの誕生』（セシル・スコット・フォレスター、早川文庫） 1978.9
- 『巡洋艦アルテミス』（C・S・フォレスター、パシフィカ） 1979.2、のち西武タイム
- 『たった一人の海戦』（C・S・フォレスター、パシフィカ） 1979、のち徳間文庫
- 『ナポレオンの密書』（セシル・スコット・フォレスター、光人社） 1984.9、のち早川文庫

### 「海の風雲児 Fox」シリーズ
- 『ナーシサス号を奪還せよ』（アダム・ハーディ、三崎書房） 1978.5
- 『全艦エジプトへ転進せよ』（アダム・ハーディ、三崎書房） 1978.7
- 『レバント要塞を死守せよ』（アダム・ハーディ、三崎書房） 1979.7
- 『マリアの秘宝を奪取せよ』（アダム・ハーディ、三崎書房） 1980.3
- 『憧れのセールを展翻せよ』（アダム・ハーディ、三崎書房） 1981.7
- 『スペイン戦艦を強奪せよ』（アダム・ハーディ、三崎書房） 1982.8

### パトリック・オブライアン作品
- 『闘う帆船ソフィー』（パトリック・オブライアン、パシフィカ） 1979.5
- 『激闘! 地中海』（パトリック・オブライアン、徳間書店） 1993.10
- 『燃えるバルセロナ沖』（パトリック・オブライアン、徳間書店） 1993.11
- 『新鋭艦長、戦乱の海へ』（パトリック・オブライアン、早川文庫） 2002.12
- 『特命航海、嵐のインド洋』（パトリック・オブライアン、早川文庫） 2003.9
- 『南太平洋、波瀾の追撃戦』（パトリック・オブライアン、早川文庫） 2004.1

### 「海の勇士 リチャード・ボライソー」シリーズ
- 『若き獅子の船出』（アレグザンダー・ケント、早川文庫） 1980.1
- 『革命の海』（アレグザンダー・ケント、早川文庫） 1980.8
- 『わが指揮艦スパロー号』（アレグザンダー・ケント、早川文庫） 1981.6
- 『栄光への航海』（アレグザンダー・ケント、早川文庫） 1982.4
- 『南海に祖国の旗を』（アレグザンダー・ケント、早川文庫） 1983.2
- 『反逆の南太平洋』（アレグザンダー・ケント、早川文庫） 1985.9
- 『激闘、リオン湾』（アレグザンダー・ケント、早川文庫） 1987.10
- 『白昼の近接戦』（アレグザンダー・ケント、早川文庫） 1991.1
- 『危うし、わが祖国』（アレグザンダー・ケント、早川文庫） 1993.10
- 『孤高の提督旗』（アレグザンダー・ケント、早川文庫） 1994.6
- 『栄光の艦隊決戦』（アレグザンダー・ケント、早川文庫） 1995.9
- 『最後の勝利者』（アレグザンダー・ケント、早川文庫） 1996.7
- 『大暗礁の彼方』（アレグザンダー・ケント、早川文庫） 1997.2
- 『復讐のインド洋』（アレグザンダー・ケント、早川文庫） 1998.1
- 『海軍大将ボライソー』（アレグザンダー・ケント、早川文庫） 1999.2
- 『聖十字旗のもとに』（アレグザンダー・ケント、早川文庫） 1999.12
- 『提督ボライソーの最期』（アレグザンダー・ケント、早川文庫） 2000.11
- 『決然たる出撃』（アレグザンダー・ケント、早川文庫） 2002.3
- 『難攻不落、アルジェの要塞』（アレグザンダー・ケント、早川文庫） 2003.2
- 『無法のカリブ海』（アレグザンダー・ケント、早川文庫） 2005.1
- 『若き獅子の凱歌』（アレグザンダー・ケント、早川文庫） 2006.1